# Dasyblatta stylata
Dasyblatta stylata är en kackerlacksart som beskrevs av Bonfils 1975. Dasyblatta stylata ingår i släktet Dasyblatta och familjen småkackerlackor. Inga underarter finns listade i Catalogue of Life.